# Draven Star
Draven Star (Baltimore, Maryland; 19 de enero de 1988) es una actriz pornográfica y modelo erótica estadounidense.

## Biografía
Natural de la ciudad independiente de Baltimore, ubicada en Maryland, Draven Star, nombre artístico de Laura Garrett, nació en enero de 1988 en el seno de una familia con ascendencia irlandesa. Comenzó realizando modelaje alternativo a los 16 años, en la temática gótica, con alegorías al mundo fantasioso de Tim Burton y Eduardo Manostijeras. Descubierta por la agencia de modelaje y productora Burning Angel, y por su máxima representante, la actriz y directora pornográfica Joanna Angel, Draven tuvo su primer contrato como modelo erótica y de alt-porn para dicha empresa en 2007.
Con un contrato casi en exclusividad en Burning Angel, la mayoría de su producción como actriz ha recalado en este estudio, pero también ha grabado películas para otros como Evil Angel, Spizoo, Wicked Pictures, ManyVids, Trouble Films, Filly Films, Kink.com, Vouyer Media o Kink.com.
En 2010 recibió su primera nominación en los Premios AVN en la categoría de Mejor escena de sexo oral, junto a Andy San Dimas y Coco Velvett, por LA Pink. Un año más tarde repetiría en otras dos categorías, por Artista femenina no reconocida del año y a la Mejor escena de trío Mujer-Hombre-Mujer, junto a Joanna Angel y James Deen, por Rebel Girl. Regresaría a los Premios AVN en 2014, con otra nominación, esta vez a la Mejor escena de trío Hombre-Mujer-Hombre, con Tommy Pistol y Danny Wylde, por Band Sluts. En 2015 tuvo la última, a la Mejor escena de sexo lésbico en grupo por Vampire Cheerleaders.
Ha rodado más de 100 películas como actriz.

## Premios y nominaciones
| Año  | Ceremonia    | Resultado | Premio                                 | Trabajo              |
| ---- | ------------ | --------- | -------------------------------------- | -------------------- |
| 2011 | Premios AVN  | Nominada  | Mejor escena de sexo oral              | LA Pink              |
| 2011 | Premios AVN  | Nominada  | Artista femenina no reconocida del año | —                    |
| 2011 | Premios AVN  | Nominada  | Mejor escena de trío M-H-M             | Rebel Girl           |
| 2014 | Premios AVN  | Nominada  | Mejor escena de trío H-M-H             | Band Sluts           |
| 2014 | Inked Awards | Nominada  | Artista femenina del año               | —                    |
| 2014 | Inked Awards | Nominada  | Mejores pechos                         | —                    |
| 2015 | Premios AVN  | Nominada  | Mejor escena de sexo lésbico en grupo  | Vampire Cheerleaders |
| 2018 | Nightmoves   | Nominada  | Best Ink                               | —                    |